# Уотфорд (станция метро)
«Уотфорд» (англ. Watford) — станция лондонского метро линии Метрополитен, является конечной. Выходы из станции находятся на Кассиобери-Парк-авеню. Относится к 7 тарифной зоне. Станция была открыта в 1925 году.

## Иллюстрации

Станция «Уотфорд»
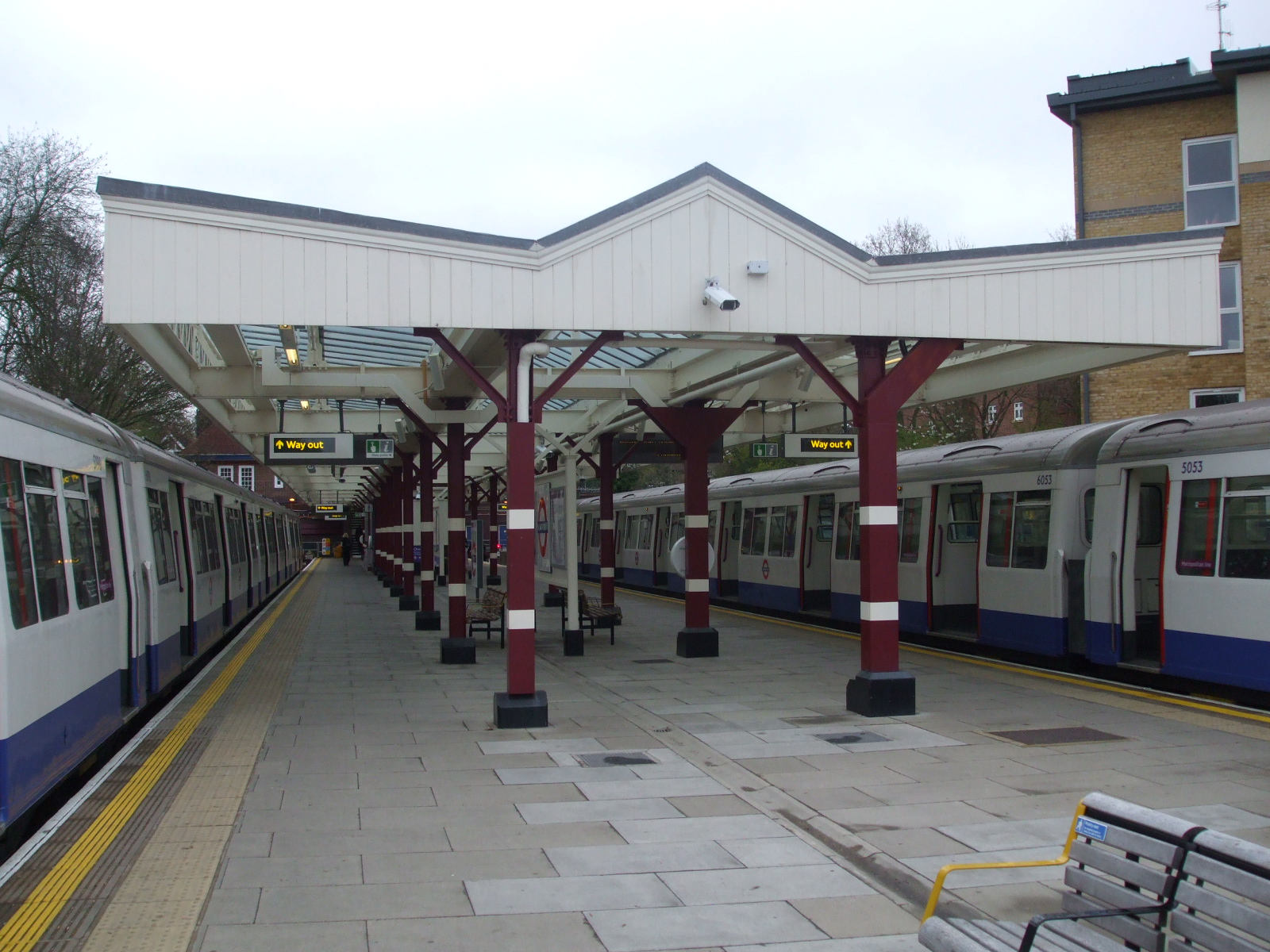
Вид на платформу
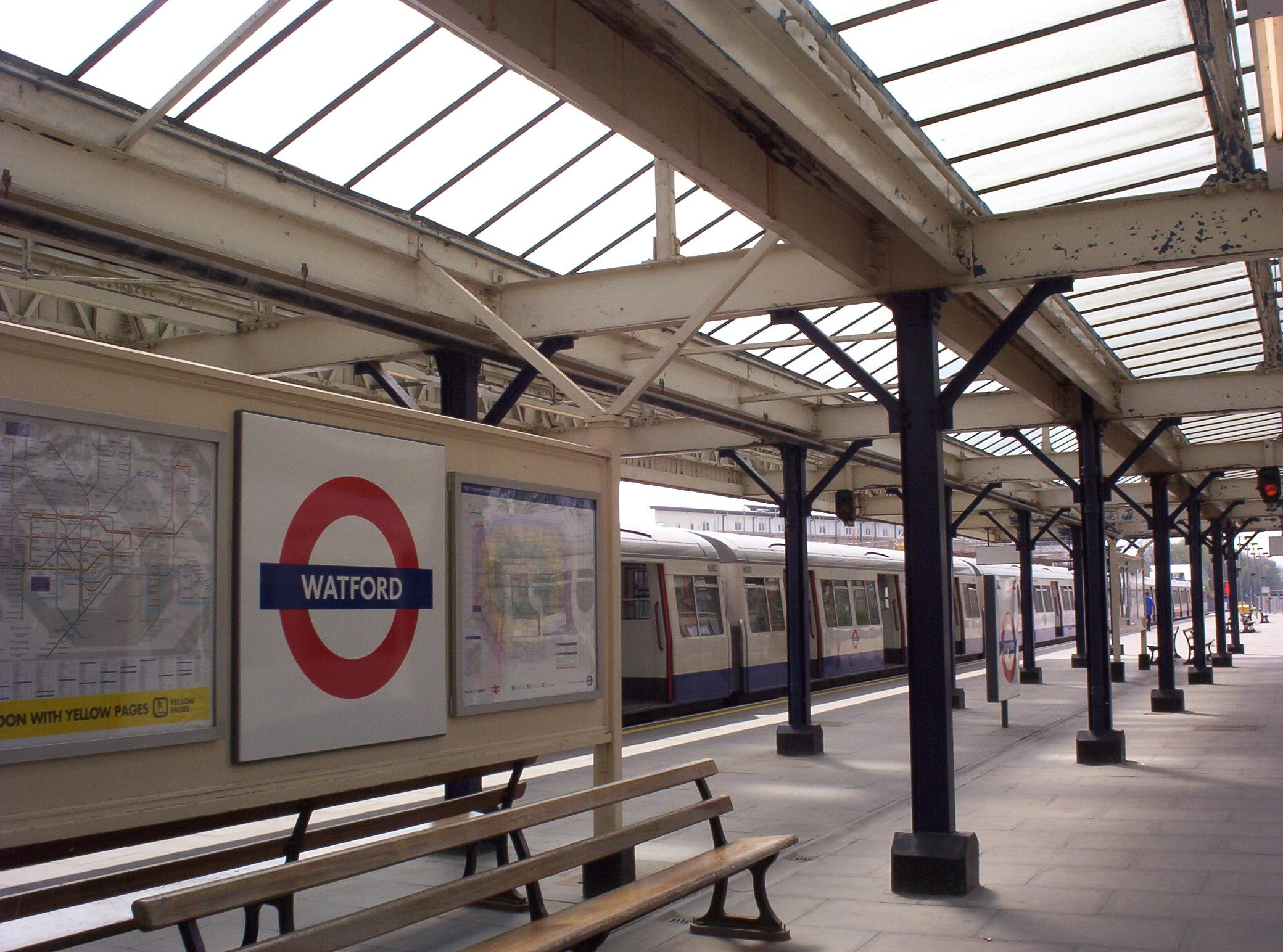
Рондель на платформе